# Pelturagonia cephalum
Pelturagonia cephalum — вид ігуаноподібних ящірок родини агамових (Agamidae). Ендемік Малайзії.

## Поширення і екологія
Pelturagonia cephalum мешкають в горах в штаті Сабах на півночі острова Калімантан, зокрема на горі Кінабалу та в горах Крокер. Вони живуть у вологих гірських тропічних лісах. Зустрічаються на висоті від 1300 до 2100 м над рівнем моря.